# The Eyes of Alice Cooper
The Eyes of Alice Cooper je třiadvacáté studiové album amerického zpěváka Alice Coopera, vydané v září roku 2003 prostřednictvím hudebního vydavatelství Spitfire Records. Producentem alba byl spolu s Cooperem Mudrock. V textu písně „Detroit City“ jsou zmiňování různí hudebnícz pocházející z Michiganu, jako například Ted Nugent, Iggy Pop, Eminem, Bob Seger a MC5. Jeden z členů poslední jmenované skupiny, kytarista Wayne Kramer, v této písni hraje na kytaru. V žebříčku nejlepších nezávislých alb časopisu Billboard se album umístilo na desáté příčce.

## Seznam skladeb
| Pořadí | Název                            | Autor                                | Délka |
| ------ | -------------------------------- | ------------------------------------ | ----- |
| 1.     | What Do You Want from Me?        | Alice Cooper, Eric Dover, Mikal Reid | 3:24  |
| 2.     | Between High School & Old School | Cooper, Dover, Ryan Roxie            | 3:01  |
| 3.     | Man of the Year                  | Cooper, Dover, Roxie                 | 2:51  |
| 4.     | Novocaine                        | Cooper, Dover, Roxie                 | 3:07  |
| 5.     | Bye Bye, Baby                    | Cooper, Dover, Roxie                 | 3:27  |
| 6.     | Be with You Awhile               | Cooper, Dover                        | 4:17  |
| 7.     | Detroit City                     | Cooper, Roxie, Chuck Garric          | 3:58  |
| 8.     | Spirits Rebellious               | Cooper, Dover, Roxie                 | 3:35  |
| 9.     | This House Is Haunted            | Cooper, Dover, Roxie                 | 3:30  |
| 10.    | Love Should Never Feel Like This | Cooper, Dover, Roxie                 | 3:32  |
| 11.    | The Song That Didn't Rhyme       | Cooper, Dover, Roxie                 | 3:17  |
| 12.    | I'm So Angry                     | Cooper, Dover, Roxie                 | 3:36  |
| 13.    | Backyard Brawl                   | Cooper, Dover, Roxie                 | 2:36  |

## Obsazení
- Alice Cooper – zpěv
- Eric Dover – kytara
- Ryan Roxie – kytara, zpěv
- Chuck Garric – baskytara
- Eric Singer – bicí
- Wayne Kramer – kytara
- Teddy „ZigZag“ Andreadis – klávesy, akordeon, perkuse
- Scott Gilman – saxofon, klarinet
- Calico Cooper – theremin, doprovodné vokály